# 자둥향

자둥 향의 위치

자둥향(한국어: 가동향, 중국어: 佳冬鄉, 병음: Jiādōng Xiāng)은 중화민국 핑둥 현에 있는 향이다. 넓이는 30.9842km2이고, 인구는 2015년 8월 기준으로 20,026명이다.

## 지리
자둥 향은 핑둥 현 서부 연해 지방에 위치하고, 동쪽 및 동남쪽은 팡랴오 향과 동북쪽은 신피 향과 서북쪽은 린볜 향과 각각 접하고, 서남쪽은 타이완 해협에 접하고 있다. 핑둥 평원 남부에 위치하기 때문에 지세는 평탄하고, 린볜시(林邊溪)가 린볜 향과의 경계를 흐르고 있다. 지하수의 과도한 개발로 지반 침하가 진행되어, 타이완 서부 안에서도 가장 피해가 심각한 지역의 하나이다.

## 역사
자둥 향은 옛날에는 평포족의 지파인 우마미치족 가등사의 거주지였다. 예전에는 육근(六根), 가동각(茄苳腳)으로 불리고 있었다. 가동각의 유래에는 2가지 설이 있다. 하나는 이곳에 가동수(茄苳樹)가 군생하고, 또 핑둥 평원의 객가 취락의 남쪽에 위치하고 있던 것에서 '가동각'으로 불리게 되었다는 것이고, 또 하나는 평포족어로부터의 음역이라는 설이다.
청대에 이곳은 봉산현 육근장(六根庄)에 속하고 있었다. 1920년의 타이완 지방제 개편 때, 가동각을 두 글자로 줄이고 남쪽의 고슌(恒春, 항춘)과의 대응성도 고려해 가토(佳冬, 자동)으로 개칭되어, 가토 장(佳冬庄)을 설치하고 다카오 주 도코 군의 관할로 했다. 전후에는 가오슝 현 자둥 향이었지만, 1950년에 핑둥 현으로 개편되어 현재에 이르고 있다.

## 교통
- 타이완 철로관리국 핑둥 선